# .sl
A .sl Sierra Leone internetes legfelső szintű tartomány kódja, melyet 1997-ben hoztak létre.